# 비파음
비파음(鼻破音)은 닿소리를 조음할 때 폐쇄를 만들어서 공기의 흐름을 코로만 내보내는 파열음을 말한다. 
아직은 IPA에서 공식적인 확장이 만들어지지 않은 상태다.
한국어 음절 말의 /ㅁ/,/ㅇ/,/ㄴ/에 볼 수 있다. 